# 薩特 (伊利諾伊州塔茲韋爾縣)
薩特（英語：Sutter）是位於美國伊利諾伊州塔茲韋爾縣的一個非建制地區。該地的面積和人口皆未知。

## 地理
薩特的座標為40°23′48″N 89°22′10″W / 40.39667°N 89.36944°W，而該地的平均海拔高度為200米（即656英尺）。